# 詹姆斯·皮爾森
詹姆斯·皮爾森（英語：James Pearson；1993年1月19日—）是一位已退役英格蘭足球運動員。在場上的位置是中後衛或右邊衛。他是英格蘭足球運動員及教練尼格尔·皮尔逊之子。

## 職業生涯
皮爾森在罗瑟勒姆展開其足球生涯，但在2009年夏天被球會放棄。經歷一年無球會落腳的賽季後，在2012年9月19日，他加盟父親所執教的英冠球會萊斯特城，簽約一年。
2014年3月11日，皮爾森被外借到英甲球會卡莱尔联至季末。外借翌日便首次在職業聯賽上場，該場以1-0不敵谢菲尔德联的比賽踢滿90分鐘。2014年6月2日，他獲得萊斯特城續約一年。
2014年8月26日，皮爾森首次代表萊斯特城上場參加英格蘭聯賽盃第二輪對英乙球會谢斯伯利的比賽並踢滿全場。10月27日，他被外借到全國聯球會雷克斯汉姆一個月，後來延長至2015年1月，期間代表球會在聯賽上場5次、英格蘭足總錦標2次及英格蘭足總盃第三輪以3-1不敵斯托克城的賽事。
2015年3月，他被外借至彼得伯勒联至季末，但期間沒有任何上場紀錄。
2015年5月季後他隨球隊前往泰國參加推廣活動。然而他與隊友湯姆·霍柏和亞當·史密斯在泰國期間嫖妓及種族歧視一事被曝光，片段被公開。三人雖然隨即為事件及受影響的女子道歉，最終三人在6月17日被球會解約。詹姆斯父親亦因此事在6月30日被球會革退。
離開李斯特城後，成為自由身的皮爾森回到罗瑟勒姆繼續訓練，並在2016年2月2日與巴尼特以非合約方式加盟。3月雙方正式簽訂合約至2017年夏天。2016/17球季季前集訓期間他受了傷，使他缺席整個球季，並在季後約滿離隊。
2017年8月4日他以非合約方式轉投考文垂，但不到一個月便被釋出，沒有代表球隊上場。之後他加盟先後京达米士特和马科斯菲尔德。2020年10月，他接受衛報訪問時因為傷患問題，使他退出足球員生涯。

## 外部連結
- Soccerway資料庫：詹姆斯·皮爾森
- 足球数据库：詹姆斯·皮爾森的球员统计数据